# Chypre au Concours Eurovision de la chanson 2016
Chypre est l'un des quarante-deux pays participants du Concours Eurovision de la chanson 2016, qui se déroule à Stockholm en Suède. Le pays est représenté par le groupe Minus One et sa chanson Alter Ego, sélectionnes en interne par le diffuseur chypriote RIK. Lors de la finale, le pays termine 21e, recevant 96 points.

## Sélection
Le diffuseur chypriote confirme sa participation le 15 septembre 2015. Il annonce le 4 novembre 2015 avoir sélectionné le groupe Minus One comme représentant. La chanson, intitulée Alter Ego, est publiée le 22 février 2016.

## À l'Eurovision
Chypre participe à la première demi-finale, le 10 mai 2016. Arrivé 8e avec 164 points, le pays est qualifié pour la finale, où elle arrive 21e avec 96 points.